# Canton de Montfort-sur-Risle
Le canton de Montfort-sur-Risle est une ancienne division administrative française située dans le département de l'Eure et la région Normandie.
Le canton est absorbé dans le canton de Pont-Audemer.

## Géographie
Ce canton était organisé autour de Montfort-sur-Risle dans l'arrondissement de Bernay. Son altitude variait de 17 m (Condé-sur-Risle) à 155 m (Freneuse-sur-Risle) pour une altitude moyenne de 87 m.
Son territoire s'étendait sur le Roumois et la vallée de la Risle, une partie importante étant occupée par la forêt de Montfort.
L'ancien canton correspond à la communauté de communes du Val de Risle.

## Histoire
- De 1833 à 1848, les cantons de Bourgtheroulde et de Montfort-sur-Risle avaient le même conseiller général. Le nombre de conseillers généraux était limité à 30 par département.
- 10 septembre 1926 : l'arrondissement de Pont-Audemer est supprimé à la suite du décret Poincaré. Le canton de Montfort-sur-Risle est transféré à l'arrondissement de Bernay.
- En application des lois du 17 mars 2013 (loi organique 2013-402 et loi 2013-403), le canton de Montfort-sur-Risle est supprimé en 2015, les communes de l'ancien canton sont intégrées au canton de Pont-Audemer à l'occasion des élections départementales de mars 2015.

## Représentation

### Conseillers d'arrondissement (de 1833 à 1940)
Le canton de Montfort-sur-Risle appartenait à l'arrondissement de Pont-Audemer jusqu'à sa disparition en 1926.
| Période                                  | Période          | Identité                           | Étiquette                | Qualité |
| ---------------------------------------- | ---------------- | ---------------------------------- | ------------------------ | --- |
| 1833                                     | 1836             | M. Hébert                          |                          | Juge de paix à Montfort-sur-Risle                                                                           |
| 1836                                     | 1839             | M. Mauduit                         |                          | Propriétaire à Écaquelon                                                                                    |
| 1839                                     | 1845             | M. Selle                           |                          | Notaire à Montfort-sur-Risle                                                                                |
| 1845                                     | 1858             | M. Levasseur                       |                          | Juge de paix à Montfort-sur-Risle                                                                           |
| 1858                                     | 1877             | M. Lereffait                       |                          | |
| 1877                                     | 1883             | Jacques Arsène Lautour (1834-1887) | Républicain              | Propriétaire à Appeville-Annebault                                                                          |
| 1883                                     | 1888 (démission) | Jules Férey                        | Républicain              | Propriétaire à Montfort-sur-Risle                                                                           |
| 1888                                     | 1902 (démission) | Louis-Désiré Lucas                 | Républicain              | Directeur de filature à Montfort-sur-Risle                                                                  |
| 1902                                     | 1907             | Marcel-Henri Burel                 | Républicain progressiste | Filateur, maire de Montfort-sur-Risle                                                                       |
| 1907                                     | 1908             | Lucien Caillot                     | Républicain progressiste | Manufacturier, maire de Saint-Philbert-sur-Risle                                                            |
| 1908                                     | 1914             | Georges Dutheil                    | Républicain progressiste | Filateur à Montfort-sur-Risle                                                                               |
| 1914                                     | 1919             | siège vacant                       |                          | |
| 1919                                     | 1933 (décès)     | Marcel Mouard (1887-1933)          | Républicain              | Agriculteur, herbager, Saint-Philbert-sur-Risle                                                             |
| 1933                                     | 1940             | Georges Thélin                     | Républicain indépendant  | Distillateur industriel au domaine de Fontainecourt, Glos-sur-Risle                                         |
| 1940                                     |                  |                                    |                          | Les conseils d'arrondissement ont été suspendus par la loi du 12 octobre 1940 et n'ont jamais été réactivés |
| Les données manquantes sont à compléter. |                  |                                    |                          | |

### Conseillers généraux de 1833 à 2015
| Période | Période          | Identité                                                                             | Étiquette                     | Qualité |
| ------- | ---------------- | ------------------------------------------------------------------------------------ | ----------------------------- | --- |
| 1833    | 1848             | Noël Jacques Lefebvre-Duruflé                                                        | Royaliste                     | Industriel, membre du Conseil d'État Député (1849-1851) Sénateur (1852-1870), maire de Pont-Authou Ministre (1851-1852) |
| 1848    | 1852 (démission) | Joseph Ferdinand Hébert                                                              |                               | Maire de Montfort-sur-Risle Démissionne pour refus de prêter serment à l'Empereur Napoléon III                          |
| 1852    | 1871             | Comte Félix d'Arjuzon                                                                | Bonapartiste                  | Propriétaire, chambellan de l'Empereur Napoléon III Député (1852-1870)                                                  |
| 1871    | 1874             | Louis-Désiré Vittecoq                                                                |                               | Propriétaire, marchand de bois à Illeville-sur-Montfort                                                                 |
| 1874    | 1880             | Ariste Hébert                                                                        | Droite                        | Propriétaire |
| 1880    | 1887 (décès)     | Jacques Arsène Lautour (1834-1887)                                                   | Républicain                   | Propriétaire à Appeville-Annebault, conseiller d'arrondissement                                                         |
| 1888    | 1890 (démission) | Jules Férey                                                                          | Républicain                   | Propriétaire, conseiller d'arrondissement, nommé juge de paix à Montfort-sur-Risle                                      |
| 1889    | 1902 (démission) | Charles Loriot                                                                       | Républicain                   | Avocat puis magistrat, propriétaire, maire de Saint-Germain-Village Député (1889-1902 et 1911-1919)                     |
| 1902    | 1904 (décès)     | Paul Edmond Lucas                                                                    | Républicain                   | Médecin à Montfort-sur-Risle                                                                                            |
| 1904    | 1908 (décès)     | Louis Gabriel Dutheil                                                                | RG                            | Filateur à Montfort-sur-Risle                                                                                           |
| 1908    | 1913 (démission) | Lucien Léon Séverin Caillot                                                          | Républicain progressiste      | Manufacturier Maire de Saint-Philbert-sur-Risle, conseiller d'arrondissement                                            |
| 1914    | 1928             | Georges Dutheil                                                                      | RG                            | Filateur à Montfort-sur-Risle                                                                                           |
| 1928    | 1940             | Jules Archambault de Vençay                                                          | Rad.                          | Industriel à Saint-Philbert-sur-Risle, ancien conseiller d'arrondissement                                               |
|         |                  |                                                                                      |                               | |
| 1943    | 1945             | Emmanuel Jéhannot d'Huriel, Marquis de Bartillat (1872-1957)                         |                               | Maire d'Écaquelon Nommé conseiller départemental en 1943                                                                |
|         |                  |                                                                                      |                               | |
| 1945    | 1949 (décès)     | Marcel Marceron                                                                      | DVG Républicain résistant     | Expert juridique Maire de Montfort-sur-Risle                                                                            |
| 1949    | 1951 (décès)     | Comte Emmanuel Joseph de Lévis-Mirepoix, 14e Prince de Robech (1909-1951)            | RPF puis DVD                  | Maire de Brestot |
| 1951    | 1961             | Marie-Louise de Lévis-Mirepoix, Princesse de Robech (épouse du précédent, 1904-1997) | DVD                           | Propriétaire occupante du château de Brumare                                                                            |
| 1961    | 1973             | Paul Jouyet (1922-1986)                                                              | UNR puis UDR                  | Notaire Elu en 1973 dans le Canton d'Écos                                                                               |
| 1973    | 1979             | Jean Aublé (1919-1983)                                                               | DVD                           | Huissier de justice Maire de Montfort-sur-Risle                                                                         |
| 1979    | 2015             | Francis Courel                                                                       | PCF puis DVG puis PS puis DVG | Professeur Maire de Saint-Philbert-sur-Risle Élu en 2015 dans le canton de Pont-Audemer                                 |

## Composition
Le canton de Montfort-sur-Risle regroupait quatorze communes.
| Nom                            | Code Insee | Intercommunalité                  | Superficie (km2) | Population (dernière pop. légale) | Densité (hab./km2) |
| ------------------------------ | ---------- | --------------------------------- | ---------------- | --------------------------------- | ------------------ |
| Montfort-sur-Risle (chef-lieu) | 27413      | CC de Pont-Audemer / Val de Risle | 3,94             | 757 (2014)                        | 192                |
| Appeville-Annebault            | 27018      | CC de Pont-Audemer / Val de Risle | 13,35            | 999 (2014)                        | 75                 |
| Authou                         | 27028      | CC de Pont-Audemer / Val de Risle | 2,96             | 337 (2014)                        | 114                |
| Bonneville-Aptot               | 27083      | CC de Pont-Audemer / Val de Risle | 7,47             | 255 (2014)                        | 34                 |
| Brestot                        | 27110      | CC de Pont-Audemer / Val de Risle | 8,73             | 532 (2014)                        | 61                 |
| Condé-sur-Risle                | 27167      | CC de Pont-Audemer / Val de Risle | 9,87             | 628 (2014)                        | 64                 |
| Écaquelon                      | 27209      | CC de Pont-Audemer / Val de Risle | 13,04            | 601 (2014)                        | 46                 |
| Freneuse-sur-Risle             | 27267      | CC de Pont-Audemer / Val de Risle | 8,13             | 355 (2014)                        | 44                 |
| Glos-sur-Risle                 | 27288      | CC de Pont-Audemer / Val de Risle | 7,33             | 563 (2014)                        | 77                 |
| Illeville-sur-Montfort         | 27349      | CC de Pont-Audemer / Val de Risle | 14,95            | 879 (2014)                        | 59                 |
| Pont-Authou                    | 27468      | CC de Pont-Audemer / Val de Risle | 3,52             | 667 (2014)                        | 189                |
| Saint-Philbert-sur-Risle       | 27587      | CC de Pont-Audemer / Val de Risle | 13,15            | 772 (2014)                        | 59                 |
| Thierville                     | 27631      | CC de Pont-Audemer / Val de Risle | 3,60             | 366 (2014)                        | 102                |
| Touville                       | 27657      | CC de Pont-Audemer / Val de Risle | 3,49             | 163 (2014)                        | 47                 |

## Démographie
| 1962  | 1968  | 1975  | 1982  | 1990  | 1999  | 2006  | 2011  | 2012  |
| ----- | ----- | ----- | ----- | ----- | ----- | ----- | ----- | ----- |
| 5 852 | 5 907 | 5 695 | 6 130 | 6 570 | 6 670 | 7 114 | 7 504 | 7 597 |